# Forum des associations
 (septembre 2023).

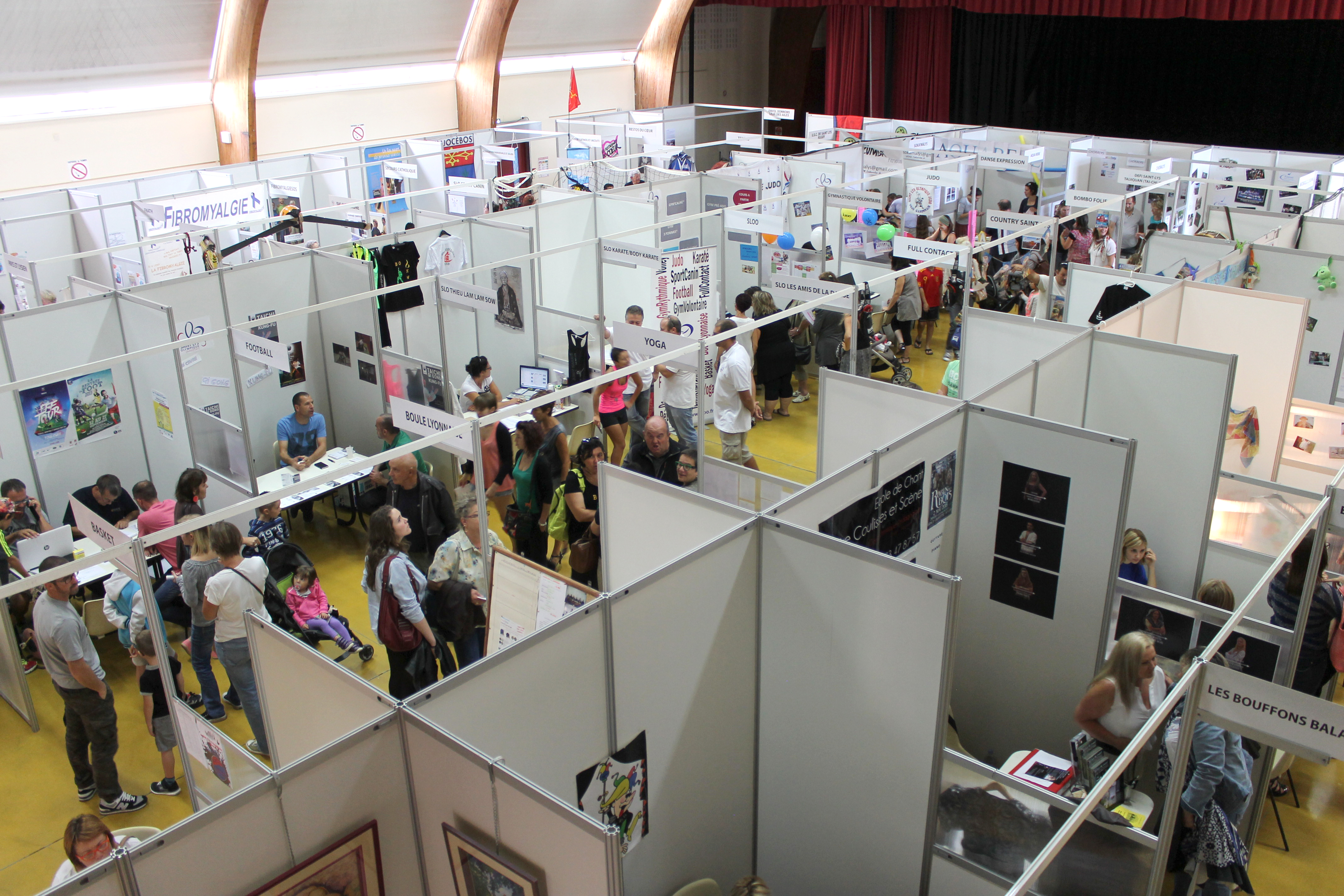
Forum associations de la commune de Saint-Lys (Haute-Garonne)

En France, ainsi que dans certaines localités de Belgique et de Suisse, un forum des associations (ou fête des associations, voire journée des associations) désigne un rassemblement de tous les acteurs associatifs (loi de 1901) locaux (d'une commune ou d'une autre collectivité) dans un lieu public à une date fixée par la collectivité. 
Le but de ce regroupement sur une journée  est de faire connaitre au public l'existence de ces associations locales généralement culturelles, d'entraides et de solidarité, éducatives ou sportives, afin de présenter aux citoyens la nature de leurs activités.

## Organisation

### En France
En France, la plupart des communes, comptant un certain nombre d'associations, organisent annuellement un forum des associations ou une fête des associations. Cette manifestation est généralement organisée dans une salle communale (salle des fêtes, palais des congrès ou des sports) ou un espace public durant la première décade du mois de septembre. Il peuvent également être associés à d'autres manifestations à caractère sportif ou commercial. À Paris, chaque arrondissement (regroupé pour les quatre premiers arrondissements) organise son propre forum sous le patronage de la municipalité.
Le but de ce type de manifestation est de créer un moment de partage et de découverte entre les structures associatives et les citoyens.
En 2020 et en 2021, en raison de la pandémie de Covid-19, certains forums ont été annulés jusqu'en 2022 qui a vu le retour de ces manifestations, confirmant que cette journée est essentielle pour ces associations, notamment sportives.
Tous les ans, se déroule le « Forum national des associations et fondations », une manifestation nationale permettant la formation, l’information ainsi que des échanges entre les divers partenaires du secteur associatifs. et de susciter les vocations. La manifestation organisée à Paris en 2023 devrait attirer 4800 participants et permet de mieux comprendre l’importance du maillage associatif français. La fête de l'Humanité, organisée par le quotidien communiste L'Humanité, gère également en son sein, un forum des associations ouvert à ses visiteurs et qui comprend de nombreux stands souvent axés sur un axe social ou culturel.
Une des plus anciens forums associatifs semble s'être déroulé à Cannes en avril 1982 mais la ville d'Issy-les-Moulineaux semble la devancer, car elle organise son 46ème forum des associations en 2023,.

### En Belgique
En septembre (durant les années impaires), la ville de Braine-le-Château, située dans Brabant wallon, organise une fête des associations.

### En Suisse
Ce type de manifestation existe également en Suisse, notamment à Lausanne qui organise cette journée autour du thème du sport ou à Fribourg.